# Сону Суд
Сону Суд (гінді सोनू सूद, англ. Sonu Sood; нар. 30 липня 1973) — індійський актор, модель і продюсер, який знімається у фільмах мовами гінді, панджабі, телугу, каннада і тамільською мовою.

## Біографія
Сону народився 30 липня 1973 року в місті Мога на півночі Індії у сім'ї підприємця і вчительки, має двох сестер. Виріс у місті Нагпур, де він закінчив коледж за спеціальністю інженер електроніки.
У 1999 році знявся в двох фільмах тамільською мовою «Kallazhagar» і «Nenjinile». У 2000 році дебютував у фільмі мовою телугу «Hands Up!». У 2010 році виконав роль антагоніста Чхеди Сінгха боллівудському фільмі «Безстрашний», з Салман Кханом у головній ролі.
У 2017 році вийшов китайсько-індійський фільм «Обладунки Бога: У пошуках скарбів», де він зіграв Рендалла, який хоче знайти скарб, що належала його предкам. Завдяки ролі він здобув світову популярність.

## Особисте життя
Одружений. Має двох синів. Вегетаріанець. Є членом організації по захисту прав тварин PETA.

## Фільмографія
| Рік  |   | Українська назва                  | Оригінальна назва                              | Роль                       |
| ---- | - | --------------------------------- | ---------------------------------------------- | -------------------------- |
| 1999 | ф |                                   | Kallazhagar(там.)                              | Сумія Нараянан             |
| 2000 | ф |                                   | Hands Up!(тел.)                                | Туглак                     |
| 2002 | ф |                                   | Raja(там.)                                     | Бхавані                    |
| 2003 | ф |                                   | Ammayilu Abbayilu(тел.)                        | Ракеш                      |
| 2003 | ф |                                   | Kovilpatti Veeralakshmi(там.)                  | Раджив Матхур              |
| 2003 | ф |                                   | Kahan Ho Tum                                   | Каран                      |
| 2004 | ф |                                   | Netaji Subhas Chandra Bose: The Forgotten Hero | підполковник Шах Наваз Хан |
| 2004 | ф | На перехресті доль                | Yuva                                           | Гопал Сінгх                |
| 2005 | ф |                                   | Sheesha                                        | Радж                       |
| 2005 | ф |                                   | Chandramukhi(там.)                             | Оомаян                     |
| 2005 | ф |                                   | Super(тел.)                                    | Сону                       |
| 2005 | ф | Під прицілом                      | Athadu(там.)                                   | Маалі                      |
| 2005 | ф |                                   | Aashiq Banaya Aapne                            | Каран                      |
| 2005 | ф |                                   | Siskiyaan                                      | доктор Вішвас              |
| 2005 | ф |                                   | Divorce: Not Between Husband and Wife          | Сіддхарт Джоші             |
| 2006 | ф |                                   | Ashok(тел.)                                    | К. К                       |
| 2008 | ф | Джодха та Акбар                   | Jodhaa Akbar(гінді)                            | Радж Суджамал              |
| 2008 | ф |                                   | Mr Medhavi(тел.)                               | Сіддхарт                   |
| 2008 | ф | Король Сінгх                      | Singh Is Kinng(гінді)                          | Лакхан Сінгх               |
| 2008 | ф |                                   | Ek Vivah Aisa Bhi                              | Прем Аджмера               |
| 2009 | ф |                                   | Arundhati(тел.)                                | Пасупатхі                  |
| 2009 | ф |                                   | Dhoondte Reh Jaaoge                            | Ар'ян                      |
| 2009 | ф |                                   | Anjaneyulu(тел.)                               | Бада                       |
| 2009 | ф |                                   | Bangaru Babu(тел.)                             | Раджендра                  |
| 2009 | ф | Одинокий вовк                     | Ek Niranjan(тел.)                              | Джонни Бхай                |
| 2009 | ф | Місто життя                       | City of Life                                   | Басу / Пітер Патель        |
| 2010 | ф | Безстрашний                       | Dabangg(гінді)                                 | Чхеді Сінгх                |
| 2011 | ф | Сила Шакті                        | Shakti(тел.)                                   | Мухтар                     |
| 2011 | ф | Свято кохання                     | Teen Maar(тел.)                                | Судхір                     |
| 2011 | ф |                                   | Bbuddah... Hoga Tera Baap(гінді)               | Каран Мальхотра            |
| 2011 | ф | Любить — не любить                | Kandireega(тел.)                               | Бхавані                    |
| 2011 | ф | Зухвалий                          | Dookudu(тел.)                                  | Наяк                       |
| 2011 | ф |                                   | Vishnuvardhana(канн.)                          | Адхішеша                   |
| 2011 | ф | Нероба                            | Osthe(там.)                                    | Даніель                    |
| 2012 | ф |                                   | Maximum(гінді)                                 | інспектор Пратап Пандит    |
| 2012 | ф |                                   | Uu Kodathara? Ulikki Padathara?(тел.)          | Пханіндра Бхупатхі         |
| 2012 | ф | Бездельник                        | Julai(тел.)                                    | Бітту                      |
| 2013 | ф | Стрілянина у Вадалі               | Shootout at Wadala                             | Ділавар Імтіаз Хаксар      |
| 2013 | ф | Ти повернешся, Рамайя             | Ramaiya Vastavaiya(гінді)                      | Рагхівір                   |
| 2013 | ф | Ромео з великої дороги            | R... Rajkumar(гінді)                           | Шиврадж Гурджар            |
| 2014 | ф |                                   | Entertainment(гінді)                           | Арджун                     |
| 2014 | ф | Хоробрий інспектор                | Aagadu(тел.)                                   | Дамодар                    |
| 2014 | ф | З Новим роком!                    | Happy New Year(гінді)                          | Джагмохан «Джаг» Пракаш    |
| 2015 | ф | Помста поза законом               | Gabbar Is Back(гінді)                          | Балбір Сінгх               |
| 2016 | ф |                                   | Saagasam(там.)                                 | Бітту                      |
| 2016 | ф | Сюань Цзан                        | Xuanzang(кит.)                                 | імператор Харша            |
| 2016 | ф |                                   | Devi(там.)(тел.)(гінді)                        | Радж Кханна                |
| 2017 | ф | Обладунки Бога: У пошуках скарбів | Kung Fu Yoga(кит.)                             | Рендалл                    |
| 2018 | ф |                                   | Madha Gaja Raja(там.)                          |                            |
| 2018 | ф |                                   | Kurukshetra(канн.)                             | Арджуна                    |
| 2018 | ф |                                   | Manikarnika: The Queen of Jhansi               | Садашив                    |